# Arion vulgaris

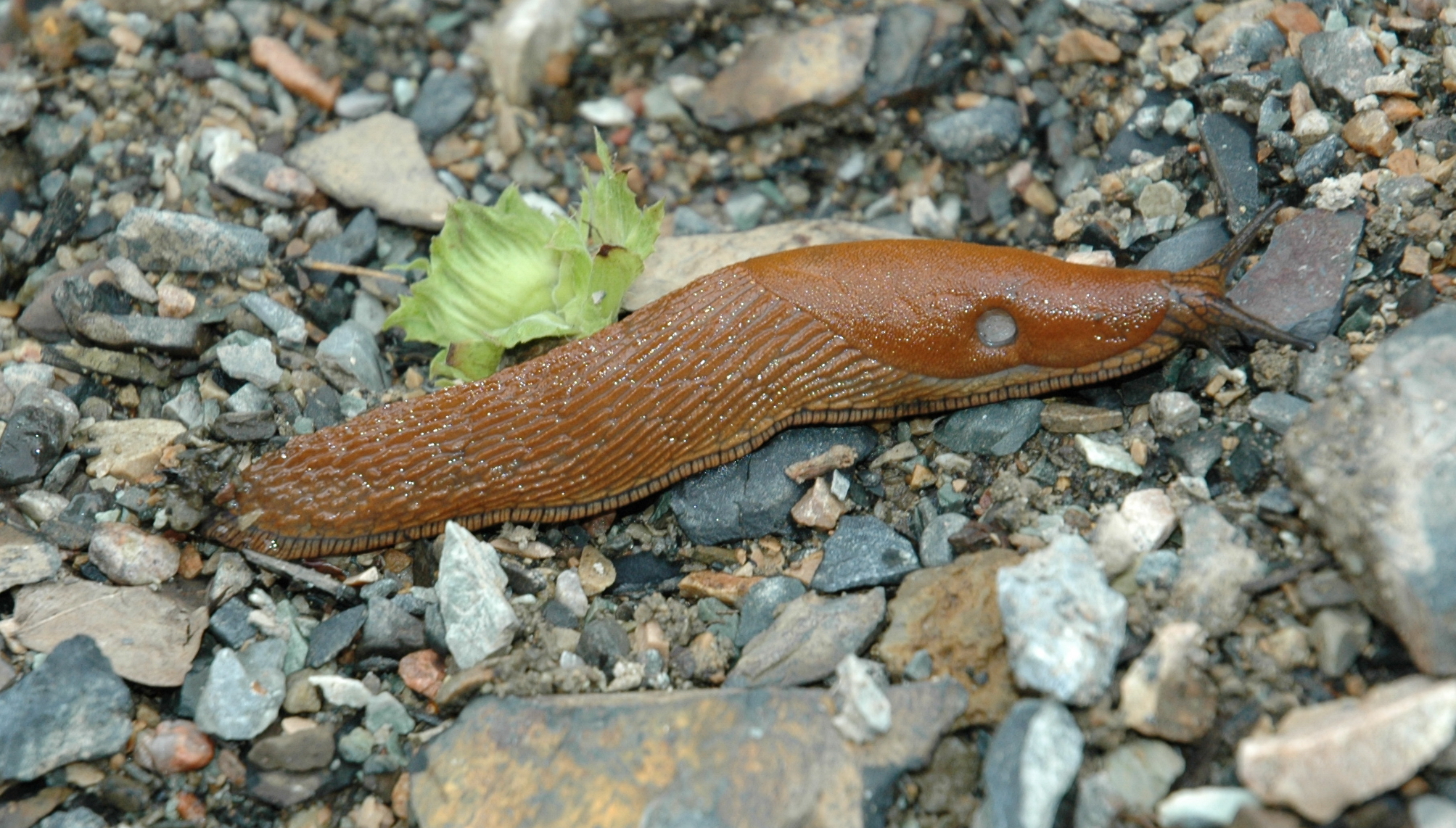
Arion vulgaris de color ataronjat

Arion vulgaris és una espècie de gastròpode eupulmonat de la família dels ariònids. És un llimac de mida gran, i coloració variable.

## Característiques
Arion vulgaris mesura entre 7 i 15 cm. És de color marronós, marronós-vermellós o taronja brillant. La seva coloració pot canviar, però no dins d'una mateixa població. La seva coloració variable, especialment en les formes juvenils, ha provocat moltes confusions en la literatura malacològica.

## Alimentació
S'alimenta d'una gran varietat de plantes, matèria orgànica i cadàvers d'animals.

## Distribució
La seva distribució original no es coneix exactament, tot i que generalment s'ha atribuït la seva procedència a la península Ibèrica i França, el que explica els seus noms vulgars anglesos spanish slug (llimac espanyol) o lusitanian slug (llimac de Lusitània). El seu estatut d'espècie invasora s'ha posat en dubte per estudis genètics més recents. Podria tractar-se d'una espècie autòctona d'Europa central que va començar a proliferar per raons encara desconegudes. Sigui invasora o no, és una plaga en l'horticultura, i actualment es troba a la major part del continent.
Ha sigut poc citada a Catalunya, si bé hi és present. Als tres llocs on ha sigut citat al massís del Montseny, ocupa ambients amb molt humus, fullaraca i troncs morts en fagedes i altres boscos caducifolis.

## Control
El principal control és la prevenció per la inspecció i la neteja de plantes importades i dels seus embalatges. El control mecànic es pot fer amb trampes i tanques especials, o bé la col·lecció manual. El control químic es pot fer amb plaguicides com metaldehid i carbamats. L'enemic natural Phasmarhabditis hermaphrodita s'utilitza per al control biològic.